# Lithobates magnaocularis
Espèce
Synonymes
- Rana magnaocularis Frost & Bagnara, 1974

Statut de conservation UICN

 LC  : Préoccupation mineure
Lithobates magnaocularis est une espèce d'amphibiens de la famille des Ranidae.

## Répartition
Cette espèce est endémique du Nord-Ouest du Mexique. Elle se rencontre jusqu'à 470 m d'altitude le long de la côte Pacifique dans la Sierra Madre occidentale, :
- dans le Sonora ;
- dans le Chihuahua ;
- dans le Sinaloa ;
- dans le Nayarit ;
- dans le Jalisco.

## Publication originale
- Frost & Bagnara, 1974 : A new species of leopard frog (Rana pipiens complex) from northwestern Mexico. Copeia, vol. 1976, no 2, p. 332-338.